# Allendale (New Jersey)
Allendale ist eine Stadt im Bergen County des Bundesstaats New Jersey in den USA. Das U.S. Census Bureau hat bei der Volkszählung 2020 eine Einwohnerzahl von 6.848 ermittelt.

## Geographie
Nach dem United States Census Bureau hat die Stadt eine Gesamtfläche von 8,2 km², davon 8,1 km² Land- und 0,1 km² (0,95 %) Wasserfläche ist.

## Demographie
Nach der Volkszählung von 2000 gibt es 6.699 Menschen, 2.110 Haushalte und 1.795 Familien in der Stadt. Die Bevölkerungsdichte beträgt 829,0 Einwohner pro km². 92,48 % der Bevölkerung sind Weiße, 0,39 % Afroamerikaner, 0,06 % amerikanische Ureinwohner, 6,09 % Asiaten, 0,00 % pazifische Insulaner, 0,46 % anderer Herkunft und 0,52 % Mischlinge. 2,54 % sind Latinos unterschiedlicher Abstammung.
Von den 2.110 Haushalten haben 47,4 % Kinder unter 18 Jahre. 77,5 % davon sind verheiratete, zusammenlebende Paare, 6,1 % sind alleinerziehende Mütter, 14,9 % sind keine Familien, 13,1 % bestehen aus Singlehaushalten und in 5,5 % Menschen sind älter als 65. Die Durchschnittshaushaltsgröße beträgt 3,03, die Durchschnittsfamiliengröße 3,33.
30,4 % der Bevölkerung sind unter 18 Jahre alt, 4,2 % zwischen 18 und 24, 25,9 % zwischen 25 und 44, 25,4 % zwischen 45 und 64, 14,1 % älter als 65. Das Durchschnittsalter beträgt 40 Jahre. Das Verhältnis Frauen zu Männer beträgt 100:93,9, für Menschen älter als 18 Jahre beträgt das Verhältnis 100:86,8.
Das jährliche Durchschnittseinkommen der Haushalte beträgt 105.704 USD, das Durchschnittseinkommen der Familien 113.390 USD. Männer haben ein Durchschnittseinkommen von 88.210 USD, Frauen 50.781 USD. Der Prokopfeinkommen der Stadt beträgt 47.772 USD. 1,8 % der Bevölkerung und 1,6 % der Familien leben unterhalb der Armutsgrenze, davon sind 2,7 % Kinder oder Jugendliche jünger als 18 Jahre und 0,0 % der Menschen sind älter als 65.

## Söhne und Töchter der Stadt
- Richard Matheson (1926–2013), SF- und Drehbuchautor
- Margaux Farrell (* 1990), französische Schwimmerin